# Jüdischer Friedhof (Ochtendung)

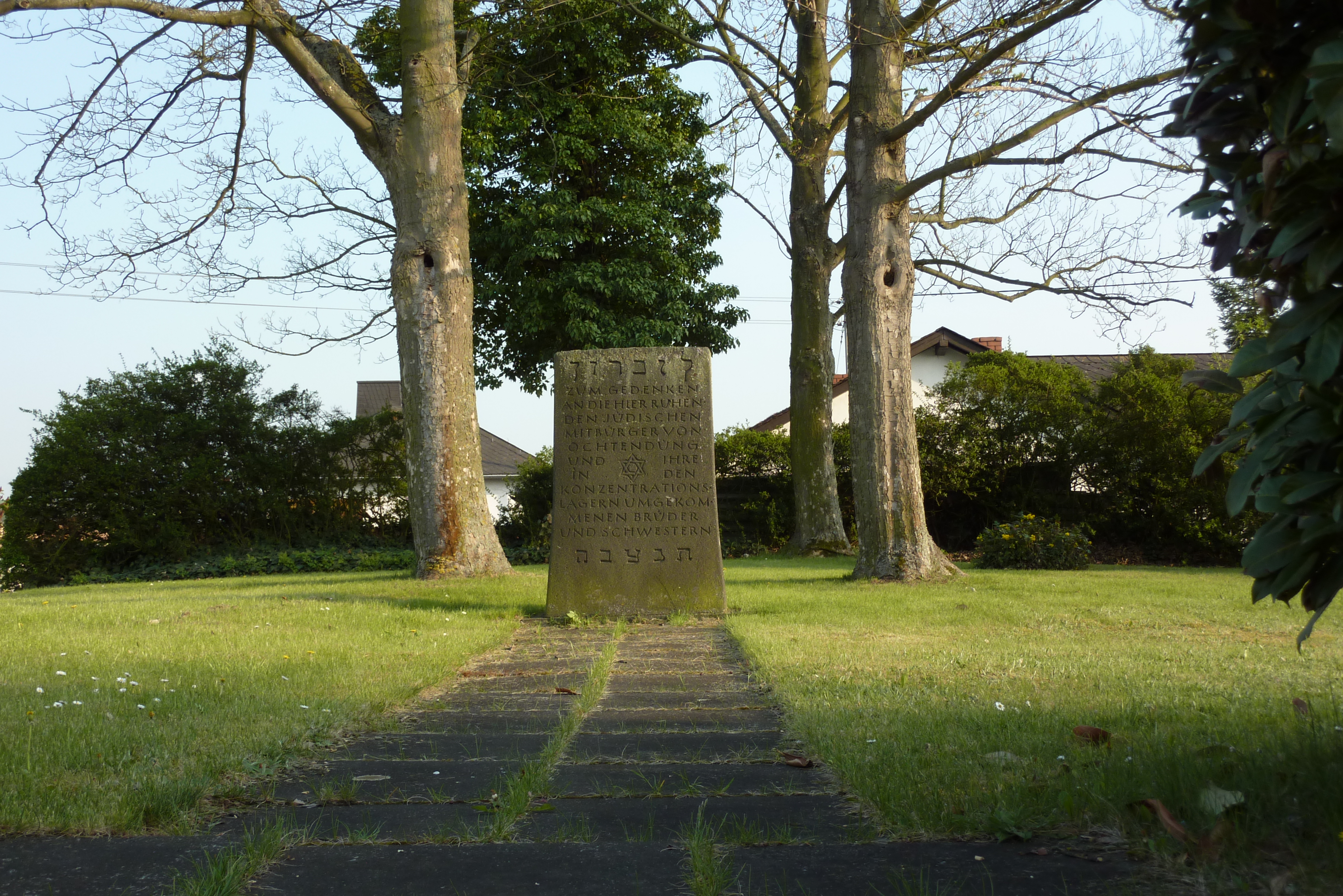
Jüdischer Friedhof in Ochtendung

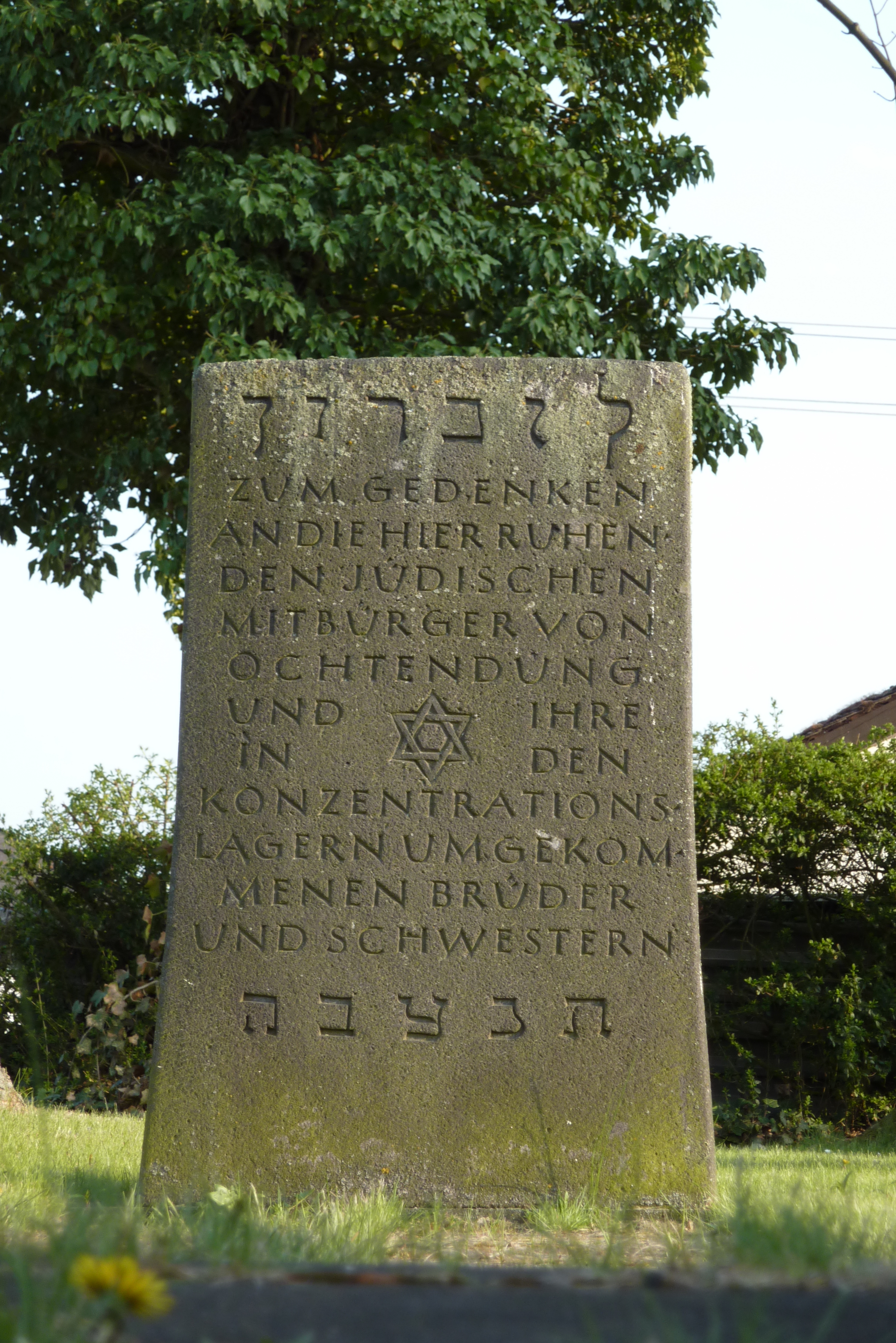
Gedenkstein auf dem jüdischen Friedhof in Ochtendung

Der Jüdische Friedhof Ochtendung ist ein jüdischer Friedhof in Ochtendung, einer Ortsgemeinde im Landkreis Mayen-Koblenz in Rheinland-Pfalz. Der Friedhof ist ein geschütztes Kulturdenkmal und befindet sich im Hürtersweg.

## Geschichte
Die  jüdische Gemeinde Ochtendung bestattete zunächst ihre Toten auf dem jüdischen Friedhof in Bassenheim. Ein eigener Friedhof wurde um 1875 angelegt. Der 3,25 Ar große Friedhof wurde um 1879 das erste Mal belegt.
In der Zeit des Nationalsozialismus wurde der Friedhof zerstört und die Grabsteine wurden entfernt.
Auf dem Friedhof befindet sich ein Gedenkstein, der folgende Inschrift trägt: Zum Gedenken an die hier ruhenden jüdischen Mitbürger von Ochtendung und ihre in den Konzentrationslagern umgekommenen Brüder und Schwestern.